# Грушева вулиця (Київ)
Груше́ва ву́лиця — вулиця в Солом'янському районі міста Києва, селище Жуляни. Пролягає від Кільцевої дороги до Скіфської вулиці.
Прилучається Добробутна вулиця.

## Історія
Вулиця виникла в середині 2010-х років. Сучасна назва — з 2015 року.